# Дербенёва-Ухова, Варвара Павловна
Варва́ра Па́вловна Дербенёва-У́хова (1903, Иваново-Вознесенск — 5 ноября 1982) — советский энтомолог, специалист по экологии синантропных мух, доктор биологических наук (1945), профессор.

## Биография
Родилась в Иваново-Вознесенске в 1903 году. Её отец Павел Никанорович Дербенёв, был городским головой Иваново-Вознесенска. В 1925 году окончила МГУ. Аспирантуру окончила в Биологическом институте им. К. А. Тимирязева. С 1930 по 1932 год работала ассистентом кафедры биологии Ивановского медицинского института. В 1933 году перешла в Институт медицинской паразитологии и тропической медицины им. Е. И. Марциновского, где работала до 1978 года. В 1937 году защитила кандидатскую диссертацию на тему «Материалы по экологии синантропных мух». В 1942 возглавила лабораторию по изучению синантропных мух в институте Марциновского. В 1945 году защитила докторскую диссертацию на тему «К экологии копробионтных мух семейства Muscidae». С 1958 года была экспертом ВОЗ в Комитете по инсектицидам. Умерла 5 ноября 1982 года.

## Научная и педагогическая деятельность
Известна как специалист по экологии, биологии синантропных мух и методов борьбы с ними. Принимала участие и была организатором многих экспедиций. Разработала классификацию экологических групп синантропных мух на основе приуроченности к микробиотопам, в которых происходит развитие. Она установила, что особенности развития личинок сказываются на особенностях поведения и питания имаго. В зависимости от особенностей питания взрослых мух она выявила группы отличающиеся по эпидемиологическому значению. По характеру связи мух с человеком она выделила три группы синантропных мух: пастбищные, полупоселковые и поселковые. Эта классификация была положена в основу разработки мер борьбы с мухами. Изучая особенности ротового аппарата настоящих мух, она выявила морфологические критерии агрессивности мух. Она одна из первых начала внедрять стойкие контактные инсектициды для уничтожения синантропных мух и разработала и внедрила комплекс санитарных и дезинсекционных мероприятий против них. Впервые выявила развитие устойчивости насекомых у инсектицидам и изучала закономерности развития этого явления. Она установила три периода развития резистентности.
Дербенёва-Ухова читала курсы медицинской энтомологии в МГУ и Центральном институте усовершенствования врачей. Под её руководством защищено 10 кандидатских диссертаций. Была организатором ряда крупных конференций, в том числе семинара ВОЗ по борьбе с переносчиками болезней и XIII Международного энтомологического конгресса в Москве. Была членом редколлегии и ответственным секретарём журнала «Медицинская паразитология и паразитарные болезни».

## Награды
Награждена орденом Трудового Красного Знамени, медалями «За доблестный труд в Великой Отечественной войне 1941—1945 гг.», «В память 800-летия Москвы», «В ознаменование 100-летия со дня рождения Владимира Ильича Ленина».

## Публикации
Автор более 100 научных публикаций, в том числе:
- Беклемишев В. Н., Виноградская О. Н., Дербенёва-Ухова В. П. и др. Учебник медицинской энтомологии. Ч. 1: Медицинская энтомология с основами общей энтомологии и гидробиологии / Под ред. проф. В. Н. Беклемишева. — М.: Медгиз, 1949. — 491 с.
- Дербенёва-Ухова В. П. Мухи и их эпидемиологическое значение. — М.: Медгиз, 1952. — 270 с.
- Дербенёва-Ухова В. П. и др. Руководство по медицинской энтомологии / Под ред. проф. В. П. Дербеневой-Уховой. — М.: Медицина, 1974. — 360 с.
- Дербенёва-Ухова В. П. Морозова В. П. Случай проявления ДДТ-устойчивости у комнатной мух // Медицинская паразитология и паразитарные болезни. — 1950. — Т. 19, № 5. — С. 464—467. — ISSN 0025-8326.
- Дербенёва-Ухова В. П. К сравнительной экологии синантропных видов сем. Muscidae и Calliphoridae (Díptera) // Медицинская паразитология и паразитарные болезни. — 1961. — № 1. — С. 27—37. — ISSN 0025-8326.
- Беклемишев В.Н., Дербенёва-Ухова В. П. Некоторые данные по биологии мух в связи с разработкой методов борьбы // Гигиена и санитария. — 1949. — № 5. — С. 45—47. — ISSN 0016-9900.
- Дербенёва-Ухова В. П. О борьбе с мухами в сельских условиях // Гигиена и санитария. — 1966. — № 7. — С. 78—82. — ISSN 0016-9900.
- Дербенёва-Ухова В. П., Горбатов В. А. Санитарная охрана почв // Медицинская газета. — 1970. — № 2.
- Дербенёва-Ухова В. П., Линева В. А. К вопросу об оценке эффективности контактных инсектицидов против мух в помещениях // Медицинская паразитология и паразитарные болезни. — 1972. — Т. 41, № 1. — С. 61—63. — ISSN 0025-8326.